# Toshiya Miura
Toshiya Miura (født 16. juli 1963) er en japansk fodboldspiller. Han var i perioden 2014-2016 træner for Vietnams fodboldlandshold.